# Fabrica Litterarum Polono-Italica
Fabrica Litterarum Polono-Italica – półrocznik naukowy, w którym publikowane są osiągnięcia różnych dziedzin nauki, przykładowo z zakresu krytyki sztuki filmowej lub plastycznej, antropologii, prawa, literaturoznawstwa, językoznawstwa czy geografii humanistycznej.

## Historia
Pismo to powstało jako rocznik naukowy w 2018 roku afiliowany przy Uniwersytecie Śląskim w Katowicach oraz University of Bari Aldo Moro. Od 2023 roku czasopismo przekształciło się w półrocznik naukowy. 
Pierwszym redaktorem naczelnym czasopisma była Profesor Janina Janas z Università degli Studi di Bari Aldo Moro. Od 2024 roku funkcję tę pełni Mariusz Jochemczyk oraz Miłosz Piotrowiak; członkami redakcji są: Alessandro Ajres (Università degli Studi di Bari Aldo Moro), Agnieszka Bender (Katolicki Uniwersytet Lubelski), Tiziana D`Amico (Università Ca’ Foscari), Andrea F. De Carlo (Università degli Studi di Napoli „L’Orientale"), Ireneusz Gielata (Uniwersytet Śląski w Katowicach), Teodoro Katinis (Universiteit Gent), Anna Kisiel (Uniwersytet Śląski w Katowicach), Michał Kisiel (Uniwersytet Jana Długosza w Częstochowie), Agnieszka Kuniczuk (Uniwersytet Wrocławski), Gloria Politi (Uniwersytet Salento w Lecce), Rosalba Satalino (Biblioteka Śląska w Katowicach), Antonio Sciacovelli (Uniwersytet w Turku).

## Struktura czasopisma
- Stałe działy:
  - Artykuły i rozprawy – materiały recenzowane;
  - Varia – materiały recenzowane.
- Inne działy:
  - Przekłady;
  - Prezentacje;
  - Kronika;
  - Dyskusje, omówienia, głosy.

## Wydania tematyczne
- Numer pierwszy z 2019 roku, zatytułowany Alberti nieznana, został poświęcony postaci Kazimiery Alberti, redaktorką numeru była Karolina Pospiszil;
- Numer drugi z 2020 roku, zatytułowany Dziedzictwo Bony Sforzy, został poświęcony postaci Bony Sforzy, redaktorkami numeru były Agnieszka Bender i Janina Janas;
- Numer trzeci z 2021 roku, zatytułowany Interferencja, redaktorami numeru byli Mariusz Jochemczyk i Miłosz Piotrowiak;
- Numer czwarty z 2022 roku, zatytułowany Nobliści, został poświęcony laureatom i nominowanym do nagrody Nobla, redaktorami numeru byli Mariusz Jochemczyk i Miłosz Piotrowiak;
- Numer piąty z 2023 roku, zatytułowany Reportaż, został poświęcony reportażowi literackiemu, redaktorami numeru byli Beata Nowacka i Wojciech Śmieja.
- Numer szósty z 2023 roku, zatytułowany Proza podróżna i literatura non-fiction, został pomyślany jako rozszerzenie wątków reporterskich i podróżniczych w literaturze spod znaku non-fiction, redaktorami numeru byli Mariusz Jochemczyk i Miłosz Piotrowiak;
- Numer siódmy z 2024 roku, zatytułowany Anatomia radości cz. I, został poświęcony różnym ujęciom szczęścia i radości, redaktorami numeru byli Tadeusz Sławek, Mariusz Jochemczyk i Miłosz Piotrowiak;
- Numer ósmy z 2024 roku, zatytułowany Anatomia radości cz. II, został pomyślany jako kontynuacja eksploracji wątków radosnych na płaszczyźnie nauki, redaktorami numeru byli Tadeusz Sławek, Mariusz Jochemczyk i Miłosz Piotrowiak
- Numer dziewiąty z 2025 roku, zatytułowany W stronę mountain studies, został poświęcony szeroko rozumianym badaniom górskim, redaktorami numeru byli Wojciech Kukuczka, Mariusz Jochemczyk i Miłosz Piotrowiak.